# 1993 ve fotografii
Tento článek obsahuje významné fotografické události v roce 1993.

## Události
- Fotografie Man Raye Skleněné slzy se stala nejslavnější na světě, když byla na aukci v Sotheby's vydražena za 122.500 britských liber.

Fotografické festivaly a výstavy
- Rencontres d'Arles, červenec–září
- Mois de la Photo, Paříž, listopad

## Ocenění
- World Press Photo – Larry Towell
- Prix Niépce – Jean-Claude Coutausse
- Prix Nadar – Gilles Mora a Walker Evans za La Soif du regard, ed. Seuil
- Cena Oskara Barnacka – Eugene Richards, (USA)
- Grand Prix national de la photographie  – Georges Rousse
- Cena Henriho Cartier-Bressona – cena nebyla udělena
- Prix Roger Pic – Patricia Canino

- Cena Ericha Salomona – Don McCullin
- Cena za kulturu Německé fotografické společnosti – Lennart Nilsson

- Cena Ansela Adamse – John Fielder
- Cena W. Eugena Smithe – Marc Asnin
- Zlatá medaile Roberta Capy – Paul Watson, The Toronto Star, „Mogadishu“.
- Pulitzer Prize for Spot News Photography – Ken Geiger a William Sneider, Dallas Morning News, za jejich fotografie z letních olympijských her 1992 v Barceloně
- Pulitzer Prize for Feature Photography – Fotografové Associated Press, „za jejich portfolio snímků vybraných z prezidentské kampaně v roce 1992.“
- Infinity Awards – Stefan Lorant, Richard Avedon, Geof Kern, James Nachtwey, Anselm Kiefer, Arthur C. Danto, The New York School of Photographs 1936–1963 – Jane Livingston, David Carson a Nick Waplington.

- Cena Higašikawy – William Yang, Jutaka Takanaši, Kó Inose, Takeo Šimizu
- Cena za fotografii Ihei Kimury – Hisaši Jasuši (豊原 康久)
- Cena Nobua Iny – Kunihiro Suzuki
- Cena Kena Domona – Hiromi Nagakura

- Prix Paul-Émile-Borduas – Armand Vaillancourt
- Fotografická cena vévody a vévodkyně z Yorku – Stan Denniston

- Prix international de la Fondation Hasselblad – Sune Jonsson

- Medaile Královské fotografické společnosti – Sebastião Salgado

## Narození v roce 1993
- 16. května – Gage Skidmore, americký reportážní fotograf
- 18. června – Martin Faltejsek, český fotograf zaměřený na autoportrét, komerční a svatební fotografii.
- 29. července – Eleanor Hardwick, nebinární britská fotografka, režisérka, kurátorka, hudebnice a multidisciplinární umělkyně
- 13. září – Sabine Koningová, nizozemská fotografka
- 30. září – Charlotte Abramow, belgická fotografka
- ? – Ginikachi Eloka, nigerijská fotografka, vizuální umělkyně a editorka na volné noze
- ? – Gosette Lubondo, konžská fotografka
- ? – Youqine Lefèvre, belgická fotografka a fotožurnalistka
- ? – Rafael Pavarotti, brazilský módní fotograf
- ? – Ismail Abu Hatab, palestinský fotoreportér a filmař, informoval z frontové linie o válce v Gaze, byl zabit při izraelském náletu († 30. června 2025)

## Úmrtí v roce 1993
- 14. ledna – Ladislav Emil Berka, český novinář a fotograf (* 9. září 1907)
- 31. ledna – Fritz Henle, americký fotograf původem z Německa (* 9. června 1909)
- 26. února – Beaumont Newhall, americký historik umění a fotograf (* 22. června 1908)
- 10. března – Karol Skřipský, slovenský dokumentarista a fotograf (* 15. července 1908)
- 2. dubna – Dimitris Harissiadis, řecký fotograf (* 15. srpna 1911)
- 8. dubna – Alfons Himmelreich, izraelský fotograf narozený v Německu (* 31. července 1904
- 12. května – Toragoró Ariga, japonský fotograf (* 1890)
- 31. července – Lola Álvarez Bravo, mexická fotografka (* 3. dubna 1907)
- 31. července – Tonny Vlaanderen, nizozemská fotografka působící ve dvojici Dames Vlaanderen v Alkmaaru (* 11. prosince 1901)
- 27. srpna – Kary H Lasch, švédský fotograf narozený v Praze (* 1. února 1914)
- 11. září – Jan Bartůšek, český reportážní fotograf (* 28. února 1935)
- 31. října – Anatole Saderman, argentinský fotograf (* 6. března 1904)
- 11. listopadu – Osamu Hajasaki, japonský fotograf (7. května 1933)
- 15. prosince – Jacques Meuris, belgický spisovatel, fotograf, umělecký kritik a básník (* 1923)
- 28. prosince – Rigmor Dahl Delphin, norský fotograf (* 9. října 1908)
- ? – Alfred T. Palmer, americký filmař a válečný fotograf (* 1906)
- ? – Júkiči Watabe, japonský fotograf (* 1924)
- ? – Lucy Ashjianová, americká fotografka nejznámější jako členka newyorské skupiny Photo League (* 1907)
- ? – Irena Strzemieczna (1909–1993), výtvarnice a fotografka, členka lodžského okresu Svazu polských uměleckých fotografů, spoluzakladatelka a prezidentka správní rady delegace ZPAF v Lodži, členka Polské fotografické společnosti a spoluzakladatelka lodžské pobočky PFS (* 1909)